# アンネシュ・ベーリング・ブレイビク
アンネシュ・ベーリング・ブレイビク（Anders Behring Breivik, [ˈɑnːəʃ ˈbeːɾɪŋ ˈbɾæɪʋiːk], 1979年2月13日 - ）は、ノルウェーのテロリスト。極右思想から単独で2011年7月22日にノルウェー連続テロ事件を起こした。

## 生い立ち
1979年2月13日オスロ生まれ。父はイェンス・ダーヴィド・ブレイビク。母は看護師のヴェンケ・ベーリング（Wenche Behring）。父イェンスは経済学者で外交官、ロンドンやパリに駐在した。両親は1歳の時に離婚、母ヴェンケが親権を得た。母・異父姉と共にオスロで暮らし、再婚したフランス駐在中の父イェンスには定期的に会いに行った。父イェンスはブレイビクが12歳の時に再度離婚した。母ヴェンケはノルウェー陸軍の将校と再婚している。この母は児童福祉サービスによると、気性が激しく暴力的だったという。
ブレイビクはノルウェー労働党（中道左派）支持である両親の政治姿勢を批判、母を「穏健フェミニスト」としている。スメスタッド小学校、リース中学校、ハートウィグ・ニッセン高校、オスロ商業高校と進む。クラスメートの話では成績が良く、いじめの被害者をよく手助けしていたという。 
やがて非行グループに入り、夜中に町中をうろついたり、スプレーで落書きなどをするようになる。16歳の時落書きで逮捕され、この時以来、父親とは1度も会っていない。逮捕時に仲間を裏切り、グループから離脱、親友とも別れた。
19歳の時、200万クローネを株式投資の失敗で失う（約3000-4000万円）。ブレイビクは自身を優れた実業家だと思っていたが、実際には2000年代初頭に従事していた会社はすぐに倒産していた。
21歳の時、顧客サービスの仕事に就き、移民労働者と共に働く。同僚の話では「誰にも親切」で「良い同僚」だったという。ただ､中東や南アジア出身者に対して苛立ちを見せることも多かった。ウエイトトレーニングに時間を費やすようになり、ステロイド剤を使い始めた。20代前半で顎、鼻、額に整形手術を受けた。徴兵検査の際「軍務に適さない」と判定されたため軍には入隊しなかった。
1999年から2004年まで移民政策に反対的な進歩党（新保守主義）党員として所属し、進歩党も生ぬるいと不満を述べていた。2009年にスウェーデンの極右のサイトの会員になるが、実世界では一般的なノルウェー人として振る舞い、特別目立つこともなく、反移民、反イスラーム主義の思想を知り合いに漏らすことはなかった。
ブレイビクは2003年から2006年の期間に国際的な複数の会社から偽の学位と卒業証書を販売し、多くの資金を得ており、資金は7カ国の銀行の14の異なる口座に隠していた。ブレイビクの母親はうち3つの口座を自分の名前で開設するように命じられ、資金洗浄に協力していたとされている。ブレイビクには大きな法定収入はなく、合法的な事業による金銭的利益を得ていなかった。
2011年7月22日にノルウェー連続テロ事件を起こし77人を殺害した。直後に身柄を拘束され、2012年3月7日にテロ及び殺人容疑で起訴された。同年8月21日、裁判所は禁錮最低10年、最高21年の判決を言い渡した。

## 思想
ブレイビクはクリスチャン・シオニズムを支持し、イスラム教・移民・多文化主義・マルクス主義を憎悪し、移民を受け入れ援助するノルウェーの在り方を否定していた。インターネットで発表した文書内でも移民受け入れの拡大を進める左派を非難していた。動画サイトでは同趣旨の『テンプル騎士団 2083年』という12分の動画も投稿していた。
日本と韓国を多文化主義に否定的な国家として挙げ、そのような国家を賛美賞賛するなどの行為をインターネット上の投稿で行っていたと報道されている。また、「今、最も会ってみたい人々」としてローマ教皇のベネディクト16世とロシア首相のウラジーミル・プーチンの2人を挙げた。また、「次に会ってみたい人々」として日本国首相の麻生太郎、韓国大統領の李明博、オランダ極右政党・自由党党首のヘルト・ウィルダース、ボスニア・ヘルツェゴビナ紛争でイスラム系住民の大量虐殺を指揮したとされるラドヴァン・カラジッチの4人を挙げている。

### キリスト教との関係
15歳の時に堅信礼を受けた。犯行の二年前、インターネット上で現代プロテスタント教会への不満を漏らし、カトリック教会への集団改宗を
呼びかける書き込みをしていた。
ネット上に投稿したマニフェスト文書ではイエス・キリストと神と個人的な関係を結べる人は宗教的なキリスト教徒であるが、自分や多くの人は文化的・社会的な意味でのキリスト教徒と呼ばれている、としている。

## 服役中の状況
2014年現在、オスロ近郊の刑務所に服役しており、所内の待遇改善を求めてハンガーストライキを計画しているとの連絡が、手紙によりフランス通信社にもたらされている。ただし、この待遇改善とは、刑務所内で利用できるテレビゲーム機を「PlayStation 2からPlayStation 3へ変更し、面白いゲームソフトを与えよ」という趣旨の異質な内容となっている。2016年、刑務所内で他の受刑者と隔離されており、自らに対する処遇が欧州人権条約に違反するとしてノルウェー政府を相手取り裁判を提起し、4月20日にオスロ地方裁判所が処遇改善の必要性と訴訟費用の支払いを政府に命じ、同受刑者の訴えの一部を認める判決を下した。双方とも判決を不服として控訴し、2017年3月1日、控訴裁判所は受刑者の全ての訴えを退け政府側が逆転勝訴した 。2017年、上告審でも最高裁判所は訴えを退けたため、同受刑者は6月8日に欧州人権裁判所（European Court of Human Rights）に提訴する意向を示した。
ブレイビクは少なくとも年に800通の手紙を受け取っており、その大半が女性ファンからのものである。こういった現象は犯罪性愛（ハイブリストフィリア）と呼ばれる。
2017年6月9日、フィヨトルフ・ハンセン (ノルウェー語: Fjotolf Hansen)と公式に改名したことを弁護士が明らかにした。改名の理由については明らかにしていない。
2022年、刑期が10年を過ぎたことから、ブレイビクはノルウェーの法律に基づき仮釈放の申請を行った。司法当局は同年1月18日から3日間にわたりブレイビクを法廷を開いて審理を実施。この法廷は安全上の理由から刑務所の体育館に特設された。ブレイビクは黒のスーツに白いシャツ、金色のネクタイ、髪はスキンヘッドという姿で、手に「われわれ白人民族に対するジェノサイドをやめろ」と英語で記したプラカードを持って入廷。3人の判事に向けてナチス式敬礼を行った。審理中、ブレイビクは事件を起こした理由をネオナチ運動に洗脳されていたためであり、自分に責任はないと主張した。しかし裁判所は、「7月22日のテロ攻撃のような行為を繰り返す明確な危険性がある」として仮釈放申請を却下した。